# Polskie liternictwo znaków drogowych

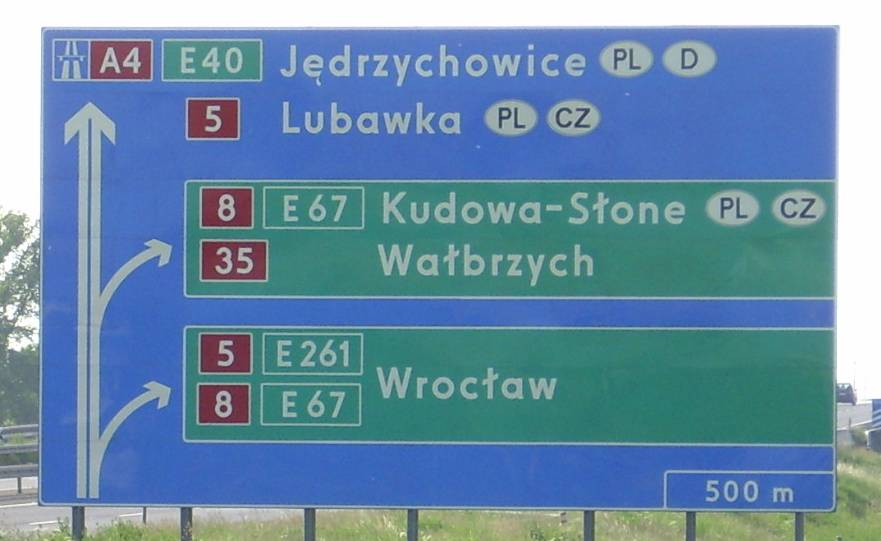
Drogowskaz niedaleko miejscowości Ślęza k. Wrocławia przy autostradzie A4.

Polskie liternictwo znaków drogowych – geometryczny krój pisma przeznaczony do wykonywania napisów na znakach drogowych pionowych w Polsce, zgodnie z załącznikiem nr 1 do Rozporządzenia w sprawie szczegółowych warunków technicznych dla znaków i sygnałów drogowych oraz urządzeń bezpieczeństwa ruchu drogowego i warunków ich umieszczania na drogach (Dz.U. z 2019 r. poz. 2311). Określa on konstrukcje cyfr, wszystkich liter alfabetu polskiego oraz literę v (nie zostały uwzględnione litery q i x), a także następujące znaki przestankowe: dywiz, nawias okrągły, przecinek, kropka, wykrzyknik.
Autorem kroju jest Marek Sigmund, który wykonał projekt na zamówienie władz państwowych w 1975 roku przy okazji wdrażania „Instrukcji o znakach i sygnałach drogowych”. Krój powstał w sześć tygodni. Według założeń projektanta liternictwo pisma uwzględniało tworzenie napisów na tablicach metodą odręczno-szablonową.
Krój ten obarczony jest wadą braku czytelności tekstu o zmniejszonej wielkości przy próbie odczytania go podczas jazdy z dużą prędkością.

## Wersje elektroniczne
Dostępne są cztery fonty odwzorowujące liternictwo znaków drogowych, z czego dwa są dostępne na licencji freeware do użytku niekomercyjnego:
- Liternictwo Drogowe – rozprowadzany przez współpracującą z Ministerstwem Infrastruktury firmę Centrum Rozwoju Explotrans S.A. Jest ściśle zgodny z rozporządzeniem. Przeznaczony jest głównie dla producentów znaków drogowych.[5]
- Tablica drogowa – opracowany w 2001 r. przez Grzegorza Klimczewskiego. Zawiera wszystkie znaki pisarskie uwzględnione w rozporządzeniu oraz dodatkowe (w tym nieuwzględnione litery q i x). Niektóre nieuwzględnione znaki (m.in. cudzysłów, pytajnik, procent) zostały zastąpione symbolami strzałek. Pierwotnie był to font płatny, obecnie jest rozpowszechniany na licencji freeware do użytku niekomercyjnego.[6]
- Drogowskaz – opracowany w 2006 r. przez Emila Wojtackiego. Zawiera oprócz znaków pisarskich uwzględnionych w rozporządzeniu także inne zaprojektowane w stylu oryginalnego kroju pisma, w tym abrewiatury i szeroki zestaw liter diakrytyzowanych używanych w różnych językach. Rozpowszechniany jest na licencji freeware do użytku niekomercyjnego.
- W droge — czcionka opracowana w 2011 r. przez Open Source Publishing, przez zdigitalizowanie znaków we Wrocławiu.[7]

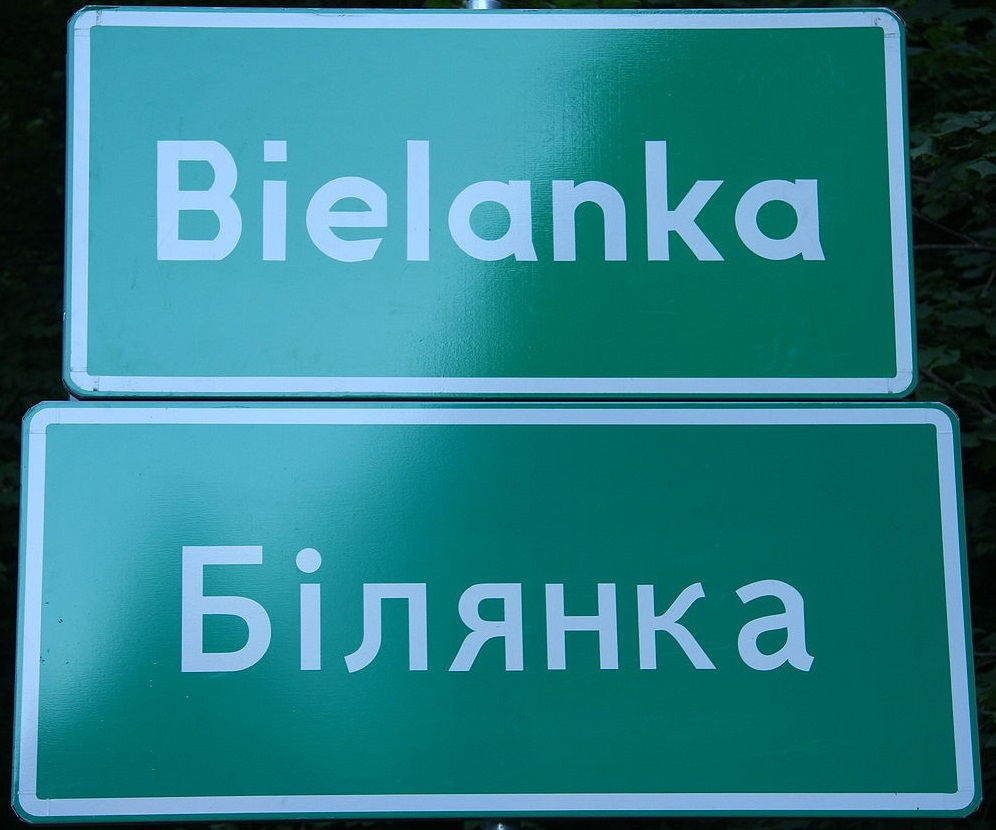
Dwujęzyczny polsko-łemkowski znak
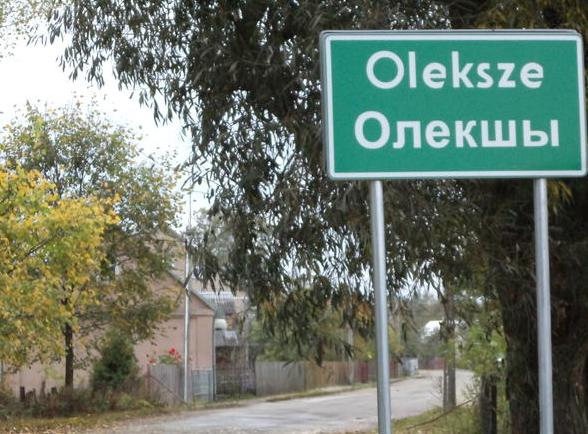
Dwujęzyczny polsko-białoruski znak
Dawny dwujęzyczny polsko-rosyjski znak